# Ping flood
Ping flood – popularny sposób ataku na serwer internetowy polegający na przeciążeniu łącza pakietami ICMP generowanymi na przykład przez polecenie ping. Przeprowadza się go za pomocą komputera posiadającego łącze o przepustowości większej niż przepustowość łącza atakowanej maszyny, lub za pomocą wielu niezależnych komputerów.
Atakowany serwer otrzymuje bardzo dużą liczbę zapytań ping ICMP Echo Request (które posiadają sfałszowany adres IP źródła), odpowiadając na każde za pomocą ICMP Echo Reply, co może doprowadzić do przeciążenia jego łącza do internetu i w konsekwencji niedostępności oferowanych usług.
Jednym ze sposobów obrony przed tego typu atakiem jest zapora sieciowa, która filtruje pakiety ICMP Echo Request.